# Монгольське завоювання Сі Ся

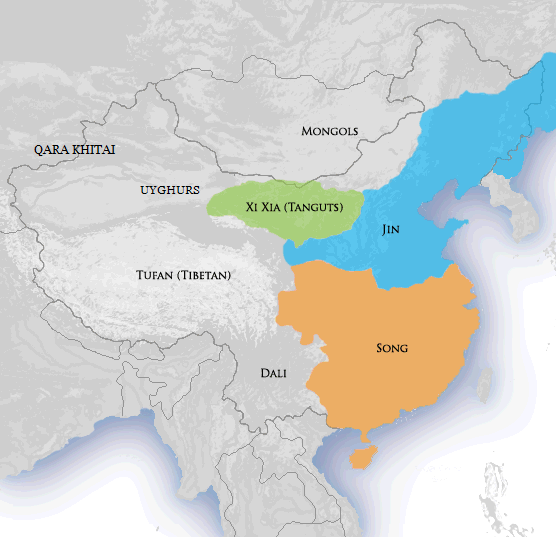
Приблизна мапа Китаю на 1141 рік

Монгольське завоювання Сі Ся — бойові дії між Монгольської імперією і державою Сі Ся, що завершилися розгромом тангутської держави і включенням її території до складу монгольської держави.

## 1205 рік
Наприкінці 1205 року монголи в перший раз напали на західні райони Сі Ся і розорили ряд невеликих тангутських міст і фортець. Набігом командував Елюй Ахайя. Це була вдала для Чингісхана проба сил: набіг показав слабкість ворога, і приніс багату здобич — якісно іншу, ніж та, яку монголи захоплювали у кочівників.

## 1207 рік
У 1207 року Чингісхан брав участь у поході на Сі Ся особисто, і поставив перед своїми військами завдання знищення тангутської держави. Рухаючись прямо на південь по території Сі Ся, монголи досягли гір Хеланьшань, і тут були блоковані тангутськими військами. Всю зиму 1207–1208 років вони грабували околиці, але добитися значного військового успіху не змогли. З цього походу монголи привели безліч полонених — в тому числі ремісників і військових фахівців, які допомогли монголам освоїти способи взяття укріплених міст.

## 1209 рік
Навесні 1209 року монголи втретє пішли війною на тангутів. З двох великих битв одна закінчилася перемогою монголів, друга — перемогою тангутів. Перемігши, тангути не проявили рішучості закріпити і розвинути успіх, тому в жовтні 1209 року монголи вперше з'явилися під стінами столиці Сі Ся — міста Чжунсин. Почалася тривала облога. Тангутський правитель звернувся за допомогою до правителя чжурчженської держави Цзінь, але уряд Цзінь в грубій формі відмовило Сі Ся в допомозі.
Монголи вирішили затопити Чжунсін і, зігнавши величезні маси народу, загатили протікала там річку. Через рясні дощі вода прибувала прямо на очах, але несподівано прорвала погано побудовану греблю, і замість Чжунсін затопленим виявився монгольський табір. Почалися переговори про мир.
За тангутсько-монгольським договором 1210 тангутський правитель визнавав свою залежність від монголів, і обіцяв «бути правою рукою Чингісхана» (тобто брати участь в його походах і війнах). Тангутська принцеса чахе була віддана в дружини Чингисхану. Відповідно до цього договору, в 1214 році тангутам довелося взяти участь у війні монголів проти Цзінь.

## Знищення Сі Ся
У 1218 році Чингисхан вирушив в Західний похід, і по дорозі вирішив отримати від тангутів війська до складу своєї армії, але володар Сі Ся відмовив йому, причому відмовив в досить образливій формі висловив його полководець князь Аша-Гамбу: «Не маєш сили — так нема чого й ханом бути!». Монголи обложили Чжунсін. Імператор Цзунь-сян покинув місто і переніс свою резиденцію в Сілян, а столицю залишив обороняти спадкоємця престолу. Тангути оборонялися успішно, облога затягнулася. У підсумку Чингісхан не став штурмувати місто, зняв облогу і пішов на Захід, пообіцявши розправитися з тангутами після повернення з походу.
У відсутність Чингісхана монголи Центрального улусу були поставлені тангутським володарем перед фактом розриву відносин: навесні 1224 він розіслав тангутські посольства «до всіх племен на північ від пісків … з пропозицією укласти союз проти монголів». Монгольські війська здійснили похід до міста Шачжоу на заході Сі Ся, але місячна облога закінчилася для монголів невдачею. Зате інший корпус монголів, під командуванням Болу і Лю Хейма, розбив в полі біля міста Іньчжоу тангутськуо армію, яка втратила вбитими і полоненими кілька десятків тисяч чоловік. Тоді ж, восени 1224, Іньчжоу був узятий монголами, а повідомлення, що з'явилися про повернення Чингісхана остаточно підірвали надію на повстання монгольських племен, з якими намагалися домовитися про союз тангути.
У лютому 1225 році Чингісхан повернувся з військами з Середньої Азії, і тангутський правитель спробував домовитися про мир, але умови виявилися неприйнятними для тангутів: монголи вимагали віддати в заручники спадкоємця престолу. Коли тангути відмовилися, Чингісхан пригадав їм все — від приховування його ворогів до відмови дати допоміжні війська в 1218 році. Навесні 1226 році Чингісхан особисто повів війська на тангутів.
Першим, у березні 1226 році, упало місто Хара-Хото, його захисники і населення були перебиті. Влітку упало велике тангутське місто Сучжоу, його населення було знищено, врятувалося тільки 106 сімей. Від Сучжоу монголи пішли в центр Сі Ся — до міста Ганьчжоу, яке було швидко взято. Незважаючи на опір, його жителів пощадили: гарнізоном командував Цзюй Целюй, а його син Чаган був прийомним сином Чингісхана, командиром особистого тумена великого хана, тому після взяття міста Чаган замовив слово за простий народ, і Чингісхан наказав стратити тільки 36 осіб, які керували обороною міста.
До кінця 1226 троці ситуація для тангутів стала катастрофічною: посуха літа 1226 року губила населення, смерть правителя внесла сум'яття в управління країною, міста і округи один за другим бралися монголами, а місто Лянчжоу було здане його командувачем Ва Чжацзе взагалі без бою. У листопаді 1226 року монголи підійшли до Лінчжоу, куди на допомогу обложеним підійшла тангутська армія під командуванням Веймінь Лінгуна. 23 листопада відбулася генеральна битва, в якому тангути зазнали повної поразки, і монголи підійшли до столиці Сі Ся — Чжунсін.
У грудні 1226 року почалася облога Чжунсін, яка тривала близько року. Вся інша територія Сі Ся до цього часу була вже під контролем монголів, які займалися винищенням тангутів. Влітку Чингісхан пішов відпочивати в гори Люпаньшань, давши на роздуми правителю Сі Ся один місяць.
У серпні 1227 року Чингісхан тяжко захворів. Невідомо точно, перед смертю Чингісхана або вже після неї останній володар Сі Ся вирішив здатися на милість переможця — різні джерела пишуть про це по-різному. Імовірно, що він був убитий, а в Чжунсін монголи влаштували різанину. Тангутська держава перестала існувати.